# Liste der Baudenkmale in Dinklage
In der Liste der Baudenkmale in Dinklage sind alle Baudenkmale der niedersächsischen Stadt Dinklage mit dem Kernort Dinklage und den Ortsteilen Bahlen, Bünne, Höne, Langwege, Schwege und Wulfenau aufgelistet. Die Quelle der Baudenkmale ist der Denkmalatlas Niedersachsen. Der Stand der Liste ist der 11. November 2024.

## Allgemein
In den Spalten befinden sich folgende Informationen:
- Lage: die Adresse des Baudenkmales und die geographischen Koordinaten. Kartenansicht, um Koordinaten zu setzen. In der Kartenansicht sind Baudenkmale ohne Koordinaten mit einem roten Marker dargestellt und können in der Karte gesetzt werden. Baudenkmale ohne Bild sind mit einem blauen Marker gekennzeichnet, Baudenkmale mit Bild mit einem grünen Marker.
- Bezeichnung: Bezeichnung des Baudenkmales
- Beschreibung: die Beschreibung des Baudenkmales. Unter § 3 Abs. 2 NDSchG werden Einzeldenkmale und unter § 3 Abs. 3 NDSchG Gruppen baulicher Anlagen und deren Bestandteile ausgewiesen.
- ID: die Objekt-ID des Baudenkmales
- Bild: ein Bild des Baudenkmales, ggf. zusätzlich mit einem Link zu weiteren Fotos des Baudenkmals im Medienarchiv Wikimedia Commons. Wenn man auf das Kamerasymbol klickt, können Fotos zu Baudenkmalen aus dieser Liste hochgeladen werden:

## Dinklage

### Gruppe: Burg Dinklage
Die Gruppe „Burg Dinklage“ ist eine frühere Burganlage. Hier wurden nebeneinander fünf Burgen errichtet. Beginnend mit der früheren Ferdinandsburg des Raubritters von Dincklage, die 1374 von den vereint ziehenden Bischöfen von Osnabrück und von Münster zerstört wurde, errichteten die von Dincklages die Dietrichsburg, Hugoburg und Herbordsburg sowie eine unbenannte vierte Burg. 1671 wurde nur noch die Dietrichsburg, eine Vierflügelanlage umgeben von Gräften bewohnt. Im Norden liegt die Hugoburg, die 1840 abgebrochen wurden. Dort wurde eine Kapelle errichtet. Neben der Kapelle befindet sich die Mühle aus dem 18. Jahrhundert mit einem Wirtschaftsgebäude. Im Süden der Dietrichsburg befinden sich die Reste der Herbordsburg. Seit 1949 ist dort ein Benediktinerinnenkloster (St. Scholastika) eingerichtet. Die Gruppe hat die ID 35650681.

| Lage                                   | Bezeichnung           | Beschreibung | ID       | Bild |
| -------------------------------------- | --------------------- | --- | -------- | ---- |
| Burgallee 52° 39′ 9″ N, 8° 8′ 33″ O    | Turmhügelburg (Motte) | Der frühere Burghügel ist mittlerweile bewaldet. Die Turmhügelburg wurde urkundlich 1231 erwähnt und 1372 zerstört. | 35747072 |      |
| Burgallee 2 52° 39′ 17″ N, 8° 8′ 14″ O | Burgkapelle           | An der Stelle der 1670 abgebrochenen Hugoburg errichtete 1841–1844 Johann Matthias von Galen die Burgkapelle St. Augustinus als neogotische Saalkirche mit Dachreiter. | 35747095 |      |
| Burgallee 2 52° 39′ 18″ N, 8° 8′ 12″ O | Mühle                 | Um 1730 errichtete eingeschossige Wassermühle aus Backstein auf einem Bruchsteinsockel und unter einem Schopfwalmdach. Der Eingang trägt das Wappen derer von Galen und Fürstenberg. Zwischenzeitliche war das Gebäude wohl für die Forst genutzt worden. Der Mühlenstau befindet sich nördlich des Gebäudes. Das Wasserrad ist entfernt und der Achsendurchgang ins Gebäude inzwischen zugemauert. | 35747193 |      |
| Burgallee 2 52° 39′ 18″ N, 8° 8′ 11″ O | Stallscheune/Backhaus | Um 1850 errichtetes Fachwerkgebäude unter einem Satteldach. Häufig als „Burgbackhaus“ bezeichnet. | 35747168 |      |
| Burgallee 52° 39′ 18″ N, 8° 8′ 9″ O    | Brücke                | Die aus Backsteinen errichtete Brücke wird in das 18. Jahrhundert datiert. Die Sandsteinskulptur des Heiligen Nepomuk stammt aus dem Jahr 1900. | 35747120 |      |
| Burgallee 4 52° 39′ 11″ N, 8° 8′ 10″ O | Verwaltungsgebäude    | Das frühere Rentamt der Burganlage ist ein Fachwerkgebäude auf einem Sockel und unter einem Satteldach. Es wurde 1677 an der Stelle der früheren Herbordsburg erbaut. Das Kloster St. Scholastika nutzt das Gebäude heute als Hostienbäckerei und als Weberei. Das Nachbargebäude ist integraler Bauteil und nimmt am Denkmalstatus teil.                                                           | 35747244 |      |
| Burgallee 4 52° 39′ 11″ N, 8° 8′ 10″ O | Verwaltungsgebäude    | Der Baumbestand um das alte Rentamt ist sehr alt. | 35748883 | BW   |
| Burgallee 52° 39′ 13″ N, 8° 8′ 16″ O   | Graft                 | Grafte(n), Wassergräben und der Mühlenbach umgeben und durchqueren das Areal der Burgen. | 35748836 |      |
| Burgallee 52° 39′ 15″ N, 8° 8′ 15″ O   | Park                  | Der Wald und Park umgibt die früheren Burgen und heutigen Gebäude der Benediktinerinnenabtei St. Scholastika. | 35748273 | BW   |
| Burgallee 52° 39′ 15″ N, 8° 8′ 9″ O    | Allee                 | Die westliche Allee trennt die neueren Klostergebäude von der historischen Anlage auf der anderen Seite des Wassergrabens | 35747146 | BW   |
| 52° 39′ 4″ N, 8° 8′ 26″ O              | Allee                 | Die sog. „Schlüters Allee“ führt von den Burganlagen am südlichen Rand des Dinklager Burgwaldes entlang. | 35748204 |      |

### Gruppe: Friedhof Dinklage
Die Gruppe „Friedhof Dinklage“ besteht aus dem Friedhof St. Catharina und aus dem Kreuzweg sowie einem Grabmal. Die Gruppe hat die ID 35650696.

| Lage                                    | Bezeichnung | Beschreibung | ID       | Bild |
| --------------------------------------- | ----------- | --- | -------- | ---- |
| Friedhofsweg 52° 39′ 38″ N, 8° 6′ 53″ O | Friedhof    | Insgesamt 14 Kreuzwegstationen umfasst der Friedhof der katholischen Kirchengemeinde St. Catharina sowie zahlreiche alte Grabstellen. | 35746318 | BW   |
| Friedhofsweg 52° 39′ 39″ N, 8° 6′ 47″ O | Kreuzweg    | der Kreuzweg auf dem Friedhof besteht aus 14 Stationen.                                                                               | 35746294 | BW   |
| Friedhofsweg 52° 39′ 35″ N, 8° 6′ 56″ O | Grabstätte  | Das markante Grabmal der Familie Blome ist von 1882.                                                                                  | 35746269 | BW   |

### Gruppe: Schweger Mühle
Die Gruppe „Schweger Mühle“ besteht aus der Mitte des 19. Jahrhunderts errichteten Windmühle und der Bäckerei. Die Gruppe hat die ID 52170837.

| Lage                                          | Bezeichnung | Beschreibung | ID       | Bild           |
| --------------------------------------------- | ----------- | --- | -------- | -------------- |
| Schweger Straße 25 52° 39′ 35″ N, 8° 6′ 56″ O | Windmühle   | Die Galerieholländerwindmühle auf einem zweigeschossigen Backsteinstumpf wurde 1848 errichtet. Die Restaurierung erfolgte 1993 bis 1994. Die Mühlentechnik ist komplett erhalten.                              | 35746598 | Weitere Bilder |
| Schweger Straße 25 52° 39′ 8″ N, 8° 6′ 41″ O  | Bäckerei    | Mit der Mühle 1848 oder wenig später errichtetes eingeschossiges Fachwerkgebäude unter einem Satteldach. Der Backofenanbau unter einem Pultdach mit einem Schornstein diente vor allem Backen von Schwarzbrot. | 35748441 | BW             |

### Gruppe: Hofanlage Dinklage
Die Gruppe „Hofanlage Dinklage“ besteht aus einem Wohnhaus und der Schmiede und wurde wegen des Abbruchs aufgelöst. Die Gruppe hatte die ID 35650755.

| Lage                                               | Bezeichnung | Beschreibung | ID       | Bild |
| -------------------------------------------------- | ----------- | --- | -------- | ---- |
| Clemens-August-Straße 8 52° 39′ 31″ N, 8° 7′ 18″ O | Wohnhaus    | 1880 errichtetes anderthalbgeschossiges verputztes Gebäude mit Drempel auf einem Sockel und unter einem Satteldach. Das Gebäude ist im Stil der sog. „Oldenburger Hundehütte“ gestaltet. | 35747295 | BW   |
| Clemens-August-Straße 8 52° 39′ 32″ N, 8° 7′ 18″ O | Baumbestand | Die Buche ist mit der Bauzeit des Gebäudes gepflanzt worden. | 35748368 | BW   |
| Clemens-August-Straße 8 52° 39′ 32″ N, 8° 7′ 18″ O | Scheune     | Die um 1895 errichtete Backsteinscheune mit einer Längseinfahrt unter einem Satteldach wurde 2022 genehmigt abgebrochen und aus dem Denkmalverzeichnis gestrichen.                       | 35747325 | BW   |

### Gruppe: Pastorat
Die Gruppe „Pastorat St. Catharina“ besteht aus einem Wohn-/Wirtschaftsgebäude mit Garten und einer Graft.

| Lage                                     | Bezeichnung              | Beschreibung                                                                             | ID       | Bild |
| ---------------------------------------- | ------------------------ | ---------------------------------------------------------------------------------------- | -------- | ---- |
| Am Pfarrhof 8 52° 39′ 36″ N, 8° 7′ 28″ O | Wohn-/Wirtschaftsgebäude | 1806 errichtetes Hallenhaus dient dem Pastorat von St. Catharina unter einem Satteldach. | 35746997 | BW   |
| Am Pfarrhof 8 52° 39′ 36″ N, 8° 7′ 27″ O | Garten                   | Der Garten ist ein gestaltendes Merkmal des Pastorats                                    | 35748417 | BW   |
| Am Pfarrhof 8 52° 39′ 35″ N, 8° 7′ 31″ O | Graft                    | Die Graft fasste das Pastorats in früheren Tagen vollständig ein.                        | 35748930 | BW   |

### Einzeldenkmale
| Lage                                                | Bezeichnung              | Beschreibung | ID       | Bild           |
| --------------------------------------------------- | ------------------------ | --- | -------- | -------------- |
| Alte Hörst 10 52° 39′ 21″ N, 8° 7′ 6″ O             | Wohn-/Wirtschaftsgebäude | 1577 wurde das Zweiständer-Hallenhaus unter einem Satteldach errichtet. Der Wohnteil wurde 1773 bis 1774 umgebaut. | 35746569 | BW             |
| Kirchplatz 2 52° 39′ 38″ N, 8° 7′ 25″ O             | Kirche                   | 1875 bis 1878 wurde die Kirche St. Catharina als Basilika mit einem 72 Meter hohen Turm nach den Entwürfen von August Hanemann an der Stelle des Vorgängerbaus aus dem 14. Jahrhundert errichtet. | 35746445 | Weitere Bilder |
| Am Markt 1 52° 39′ 44″ N, 8° 7′ 25″ O               | Villa                    | Das zweigeschossige verputzte Eckgebäude auf einem Sockel unter einem Walmdach wurde 1903 durch den Arzt Dr. Franz Meyer errichtet. Der zweigeschossige Risalit steht unter einem Satteldach. Der Eckturm ist dreigeschossig, wobei das dritte Geschoss in Fachwerk ausgeführt ist. 1955 wurde das Gebäude in die Nutzung als Rathaus gebracht. | 35746923 |                |
| Am Markt 1 52° 39′ 44″ N, 8° 7′ 25″ O               | Baumbestand              | Neben dem Rathaus findet sich eine alte Buche, die vermutlich um 1900 gepflanzt wurde. Möglicherweise wurde die Buche entfernt. | 35748464 | BW             |
| Bahnhofstraße 33 52° 39′ 54″ N, 8° 7′ 9″ O          | Kriegerdenkmal           | Der Rundbau mit Arkaden aus Backstein wurde zum Gedenken an die Gefallenen des Ersten Weltkrieges errichtet. Er wurde später um einen Gedenkstein für die Gefallenen des Zweiten Weltkrieges ergänzt. | 35747050 |                |
| Clemens-August-Straße 14 52° 39′ 28″ N, 8° 7′ 18″ O | Wohnhaus                 | In den 1890er Jahren errichtetes zweigeschossiges Backsteingebäude unter einem Walmdach mit einem Mittelrisalit und zweigeschossigem Eingangsvorbau. | 35747351 | BW             |
| Clemens-August-Straße 15 52° 39′ 28″ N, 8° 7′ 16″ O | Wohnhaus                 | Anfang der 1910er Jahre erbautes eingeschossiges verputztes Gebäude auf einem Sockel und unter einem Mansarddach mit Schopfwalm sowie mit einem Standerker sowie rechter Hand mit einem zurückgesetzten Eingangsvorbau. | 35746223 | BW             |
| Klinghamer Weg 1 52° 39′ 36″ N, 8° 7′ 38″ O         | Schule                   | Die Kardinal-von-Galen-Schule wurde 1953 bis 1954 als eingeschossiges Backsteingebäude unter einem Satteldach mit vier durch einen Quergang verbundene Trakte errichtet. | 35746342 |                |
| Kösters Gang 11 52° 39′ 35″ N, 8° 7′ 26″ O          | Schule                   | Die frühere Marienschule wurde 1906 als zweigeschossiges, zweiflügeliges Backsteingebäude unter einem Walmdach errichtet. | 35746371 | BW             |
| Lange Straße 24 52° 39′ 36″ N, 8° 7′ 16″ O          | Wohn-/Geschäftshaus      | Um 1870 errichtete zweieinhalbgeschossige alte Apotheke aus Backstein mit sog. Oculi im Drempel unter einem Pyramidendach | 35746496 | BW             |
| Lange Straße 33 52° 39′ 36″ N, 8° 7′ 13″ O          | Wohnhaus                 | Das zweigeschossige Fachwerkgebäude („Haus Nietfeld“) unter einem Satteldach wurde wohl schon Ende des 18. Jahrhunderts errichtet. Die Fassade wurde um 1900 umgestaltet. | 35746544 | BW             |
| Samskamp 1 52° 39′ 55″ N, 8° 7′ 10″ O               | Empfangsgebäude          | Das ein- und zweigeschossige Empfangsgebäude aus Backstein unter einem Satteldach, die beiden Gebäudenköpfe unter einem Walmdach, am Kopfbahnhof der Kleinbahn Lohne–Dinklage wurde 1905 errichtet. | 35746399 | BW             |
| L 845 Kilometer 65                                  | Meilenstein              | Monolith an der Chaussee Oldenburg-Lohne-Dinklage. | 35747776 |                |

### Ehemalige Baudenkmale
| Lage                                                | Bezeichnung                      | Beschreibung | ID       | Bild |
| --------------------------------------------------- | -------------------------------- | --- | -------- | ---- |
| Am Pfarrhof 3 52° 39′ 38″ N, 8° 7′ 27″ O            | Wohnhaus                         | gestuftes, ein- und zweigeschossiges verputztes Ziegelgebäude. 1991 aus dem Denkmalverzeichnis gestrichen. | 35746947 | BW   |
| Bahnhofstraße 14 52° 39′ 48″ N, 8° 7′ 16″ O         | Wohn-/Wirtschaftsgebäude         | Um 1900 errichtetes Fachwerkgebäude. 1991 abgebrochen und aus dem Denkmalverzeichnis gestrichen. | 35747023 | BW   |
| Clemens-August-Straße 27 52° 39′ 25″ N, 8° 7′ 16″ O | Wohn-/Wirtschaftsgebäude         | Vierständer-Hallenhaus. 1988 aus dem Denkmalverzeichnis gestrichen. | 35746245 | BW   |
| Jahnstraße 28 52° 39′ 44″ N, 8° 7′ 56″ O            | Kirche                           | Die 1952 nach den Entwürfen von Heinz Krey errichtete evangelische Trinitatiskirche mit abgesetztem Glockenturm von 1959 wird seit 2024 nicht mehr im Denkmalverzeichnis geführt.                                                                                      | 51908884 | BW   |
| Kirchplatz 52° 39′ 38″ N, 8° 7′ 24″ O               | Platz                            | Der Kirchplatz um die Kirche St. Catharina wird seit 1987 nicht mehr im Denkmalverzeichnis geführt. | 35747955 | BW   |
| Kolpingstraße 52° 39′ 45″ N, 8° 7′ 48″ O            | Kapelle                          | Die nach den Entwürfen von Heinz Krey 1970 entworfene Friedhofskapelle der evangelischen Kirchengemeinde wird seit 2024 nicht mehr im Denkmalverzeichnis geführt. | 51908911 | BW   |
| Lange Straße 1 52° 39′ 40″ N, 8° 7′ 22″ O           | Straßenzug (Wohnhaus)            | Die ursprünglich als ganzer Straßenzug der Wohnhäuser Lange Straße 1 bis 49 als Denkmale ausgewiesenen Gebäude wurden 1987 mit wenigen Ausnahmen aus dem Denkmalverzeichnis gestrichen. Gestrichen wurde auch das Wohnhaus Gerdesmeyer.                                | 35748138 | BW   |
| Lange Straße 4 52° 39′ 39″ N, 8° 7′ 23″ O           | Straßenzug (Wohn-/Geschäftshaus) | Die ursprünglich als ganzer Straßenzug der Wohnhäuser Lange Straße 1 bis 49 als Denkmale ausgewiesenen Gebäude wurden 1987 mit wenigen Ausnahmen aus dem Denkmalverzeichnis gestrichen.                                                                                | 35747975 | BW   |
| Lange Straße 10 52° 39′ 38″ N, 8° 7′ 22″ O          | Straßenzug (Wohnhaus)            | Die ursprünglich als ganzer Straßenzug der Wohnhäuser Lange Straße 1 bis 49 als Denkmale ausgewiesenen Gebäude wurden 1987 mit wenigen Ausnahmen aus dem Denkmalverzeichnis gestrichen.                                                                                | 35747994 | BW   |
| Lange Straße 21 52° 39′ 37″ N, 8° 7′ 17″ O          | Straßenzug (Bank)                | Die ursprünglich als ganzer Straßenzug der Wohnhäuser Lange Straße 1 bis 49 als Denkmale ausgewiesenen Gebäude wurden 1987 aus dem Denkmalverzeichnis gestrichen. So auch die Volksbank, deren Natursteinfassade und das Erdgeschoss insgesamt stark verändert wurden. | 35748033 | BW   |
| Lange Straße 36 52° 39′ 33″ N, 8° 7′ 12″ O          | Weberei                          | Die frühere Weberei van der Wal wurde bereits 1981 aus dem Denkmalverzeichnis genommen und besteht heute nicht mehr. | 44499755 | BW   |
| Lange Straße 49 52° 39′ 35″ N, 8° 7′ 8″ O           | Straßenzug (Wohnhaus)            | Die ursprünglich als ganzer Straßenzug der Wohnhäuser Lange Straße 1 bis 49 als Denkmale ausgewiesenen Gebäude wurden 1987 mit wenigen Ausnahmen aus dem Denkmalverzeichnis gestrichen.                                                                                | 35748160 | BW   |

## Bahlen

### Einzeldenkmal
| Lage                                       | Bezeichnung              | Beschreibung | ID       | Bild |
| ------------------------------------------ | ------------------------ | --- | -------- | ---- |
| Bokhorster Weg 8 52° 40′ 35″ N, 8° 9′ 5″ O | Wohn-/Wirtschaftsgebäude | 1780 errichtetes Zweiständer-Hallenhaus - Hof Bruns - unter einem Satteldach. Die Knaggen des Wirtschaftsgiebels kragen dreifach vor. | 35746790 | BW   |

## Bünne

### Gruppe: Hof Moormann
Die Gruppe „Hof Moormann“ ist eine große Hofanlage mit altem Baumbestand. Die Gruppe hat die ID 35650711.

| Lage                                            | Bezeichnung              | Beschreibung | ID       | Bild |
| ----------------------------------------------- | ------------------------ | --- | -------- | ---- |
| Bünner Ringstraße 50 52° 39′ 55″ N, 8° 3′ 54″ O | Wohn-/Wirtschaftsgebäude | 1857 errichtetes Vierständer-Hallenhaus unter Satteldach. Der Wohnteil wurde 1929 verändert und das Dach 1991 erneuert.                             | 35746820 | BW   |
| Bünner Ringstraße 50 52° 39′ 56″ N, 8° 3′ 53″ O | Scheune                  | Die Fachwerkscheune wurde 1924 unter einem Satteldach erbaut.                                                                                       | 44109119 | BW   |
| Bünner Ringstraße 50 52° 39′ 56″ N, 8° 3′ 55″ O | Stall                    | 1924 errichteter Fachwerkstall unter einem Satteldach.                                                                                              | 44109054 | BW   |
| Bünner Ringstraße 50 52° 39′ 57″ N, 8° 3′ 55″ O | Göpelhaus                | In der zweiten Hälfte des 19. Jahrhunderts errichtetes sechseckiges Holzgebäude unter einem Zeltdach, das 1928 und 1954 versetzt wurde.             | 35746873 | BW   |
| Bünner Ringstraße 50 52° 39′ 57″ N, 8° 3′ 55″ O | Torhaus/Remise           | Die Fachwerkremise unter einem Satteldach mit Zwerchgiebeln wurde nach 1850 errichtet, 1928 wohl versetzt und erneuert. Weitere Veränderungen 1954. | 35746848 | BW   |
| Bünner Ringstraße 50 52° 39′ 57″ N, 8° 3′ 55″ O | Pflaster                 | Markant ist die Pflasterung des Hofes. | 35748859 | BW   |

### Einzeldenkmale
| Lage                                            | Bezeichnung              | Beschreibung                                                                               | ID       | Bild |
| ----------------------------------------------- | ------------------------ | ------------------------------------------------------------------------------------------ | -------- | ---- |
| Bünner Ringstraße 47 52° 39′ 56″ N, 8° 4′ 32″ O | Wohn-/Wirtschaftsgebäude | Das Zweiständer-Hallenhaus unter einem Satteldach des Hofes Windhaus wurde 1815 errichtet. | 35746898 | BW   |
| L 861 Kilometer 70 52° 38′ 55″ N, 8° 3′ 37″ O   | Meilenstein              | Monolith an der früheren Chaussee Oldenburg-Lohne-Dinklage                                 | 35748184 | BW   |

## Höne

### Einzeldenkmale
| Lage                                                   | Bezeichnung              | Beschreibung | ID       | Bild |
| ------------------------------------------------------ | ------------------------ | --- | -------- | ---- |
| Höner Ring / Carumer Straße 52° 40′ 45″ N, 8° 5′ 58″ O | Kriegerdenkmal           | Die Gedenkstätte zur Erinnerung an die Gefallenen des Zweiten Weltkrieges ist ein auf hellen Ziegeln ruhender Sockel mit aufgesetztem Eisernen Kreuz und darüber Sandsteinmonument                 | 35746696 |      |
| Höner Ring 11 52° 41′ 32″ N, 8° 4′ 45″ O               | Speicher                 | Der zweigeschossige Fachwerkspeicher unter einem Satteldach auf dem Hof Jürgens wurde wohl Ende des 18. Jahrhunderts aus Resten eines früheren Gebäudes (Torbalken mit der Inschrift 1525) erbaut. | 35746649 | BW   |
| Höner Ring 21 52° 41′ 42″ N, 8° 5′ 32″ O               | Wohn-/Wirtschaftsgebäude | 1818 errichtetes Zweiständer-Hallenhaus unter einem Satteldach des Hofes Fortmann. | 35746672 | BW   |
| Quakenbrücker Straße 80 52° 40′ 38″ N, 8° 6′ 12″ O     | Wohn-/Wirtschaftsgebäude | 1801 errichtetes zweiständer-Hallenhaus unter einem Satteldach des Hofes Thölke. | 35746624 | BW   |

### Ehemaliges Baudenkmal
| Lage                                     | Bezeichnung              | Beschreibung | ID       | Bild |
| ---------------------------------------- | ------------------------ | --- | -------- | ---- |
| Höner Ring 11 52° 41′ 31″ N, 8° 4′ 44″ O | Wohn-/Wirtschaftsgebäude | Das Zweiständer-Hallenhaus auf dem Hof Jürgens wurde so stark verändert, dass es 1987 aus dem Denkmalverzeichnis gestrichen wurde. | 35748054 | BW   |

## Langwege

### Gruppe: Hof Möller
Die Gruppe „Hof Möller“ besteht aus dem Hauptgebäude und dem Baumbestand. Die früher zugehörige Scheune wurde abgerissen. Die Gruppe hat die ID 35650725.

| Lage                                     | Bezeichnung              | Beschreibung | ID       | Bild |
| ---------------------------------------- | ------------------------ | --- | -------- | ---- |
| Feldstraße 19 52° 36′ 58″ N, 8° 5′ 34″ O | Wohn-/Wirtschaftsgebäude | Mitte des 19. Jahrhunderts errichteter Hof Möller mit eigens geschütztem Baumbestand. Das Zweiständer-Hallenhaus unter einem Satteldach. Spätere Umbauten mit Remisenanbau. | 35747399 | BW   |
| Feldstraße 19 52° 36′ 58″ N, 8° 5′ 36″ O | Baumbestand              | Der alte Baumbestand umgibt das Hallenhaus im Nordosten. | 35748905 | BW   |
| Feldstraße 19 52° 37′ 9″ N, 8° 6′ 23″ O  | Scheune                  | Die Scheune wurde 1990 zerstört und damit (1991) aus dem Denkmalverzeichnis gestrichen worden.                                                                              | 35747428 | BW   |

### Einzeldenkmale
| Lage                                             | Bezeichnung              | Beschreibung | ID       | Bild |
| ------------------------------------------------ | ------------------------ | --- | -------- | ---- |
| Alfredstraße 5 52° 36′ 40″ N, 8° 5′ 17″ O        | Wohn-/Wirtschaftsgebäude | 1750 errichtetes Zweiständer-Hallenhaus unter einem Satteldach mit Reetdeckung                                                                          | 35747481 | BW   |
| Brockdorfer Straße 14 52° 37′ 59″ N, 8° 8′ 26″ O | Wohn-/Wirtschaftsgebäude | Anfang des 19. Jahrhunderts errichtetes Zweiständer-Hallenhaus auf dem Hof Bohlmann unter einem Schopfwalmdach                                          | 35746745 | BW   |
| Brockdorfer Straße 15 52° 38′ 0″ N, 8° 8′ 32″ O  | Gulfhaus                 | Mitte des 19. Jahrhunderts an der Stelle des früheren Guts Voss-Diek errichtete Gulfscheune mit einem zweigeschossigen Wohnhaus unter einem Satteldach. | 35746718 | BW   |
| Feldstraße 10 52° 37′ 10″ N, 8° 6′ 23″ O         | Wohn-/Wirtschaftsgebäude | 1790 errichtetes Zweiständer-Hallenhaus des Hofes Espelage unter einem Satteldach                                                                       | 35747373 | BW   |
| Zur Vosshögde 1 52° 37′ 6″ N, 8° 6′ 31″ O        | Wohn-/Wirtschaftsgebäude | 1652 errichtetes Zweiständer-Hallenhaus unter einem Satteldach. Der Wohnteil wurde um 1900 verändert                                                    | 35747509 | BW   |

### Ehemaliges Baudenkmal
| Lage                                    | Bezeichnung | Beschreibung                                                                                                   | ID       | Bild |
| --------------------------------------- | ----------- | --- | -------- | ---- |
| Feldstraße 1 52° 37′ 12″ N, 8° 6′ 54″ O | Schule      | Die Alte Schule wurde so stark verändert, dass das Objekt 1987 nicht mehr im Denkmalverzeichnis geführt wurde. | 35748075 | BW   |

## Schwege

### Einzeldenkmale
| Lage                                  | Bezeichnung              | Beschreibung | ID       | Bild |
| ------------------------------------- | ------------------------ | --- | -------- | ---- |
| Schwege 27 52° 39′ 15″ N, 8° 6′ 28″ O | Wohn-/Wirtschaftsgebäude | Das Heuerhaus Meyer ist ein Fachwerkgebäude.                                                                                         | 35748116 | BW   |
| Schwege 73 52° 38′ 5″ N, 8° 5′ 12″ O  | Wohn-/Wirtschaftsgebäude | Anfang des 19. Jahrhunderts als Heuerhaus errichtetes Vierständer-Hallenhaus unter einem Satteldach, das 1987 instand gesetzt wurde. | 35747534 | BW   |

## Wulfenau

### Gruppe: Wulfenauer Kirche
Die Gruppe „Wulfenauer Kirche“ umfasst neben der evangelischen Kirche von Wulfenau auch den Friedhof mit seinen Grabstätten. Die Gruppe hat die ID 35650784.

| Lage                                         | Bezeichnung | Beschreibung | ID       | Bild           |
| -------------------------------------------- | ----------- | --- | -------- | -------------- |
| Wulfenauer Damm 2 52° 41′ 49″ N, 8° 3′ 1″ O  | Kirche      | Die 1852 nach den Entwürfen von Ernst Friedrich Otto Lasius errichtete Saalkirche. Der Westturm wurde 1894 angesetzt.        | 35747694 | Weitere Bilder |
| Wulfenauer Damm 2 52° 41′ 50″ N, 8° 3′ 0″ O  | Friedhof    | Der Friedhof wurde zeitlich mit der Kirche 1852 angelegt.                                                                    | 35747723 |                |
| Wulfenauer Damm 2 52° 41′ 49″ N, 8° 2′ 59″ O | Grabstätte  | Die Grabstätte der Familie von Rössing ist zuletzt 1908 um ein Grab ergänzt worden. Eine Beisetzung fand zuletzt 1963 statt. | 35748487 |                |

### Gruppe: Hof Sperveslage
Die Gruppe „Hof Sperveslage“ ist eine große Hofanlage mit Baumbestand und hat die ID 35650770.

| Lage                                                   | Bezeichnung              | Beschreibung | ID       | Bild |
| ------------------------------------------------------ | ------------------------ | --- | -------- | ---- |
| Wulfenauer Damm 8, 8A und 8B 52° 42′ 4″ N, 8° 2′ 29″ O | Wohn-/Wirtschaftsgebäude | Das Innengerüst des Zweiständer-Hallenhaus konnte durch eine dendrochronologische Untersuchung auf 1568 datiert werden. Das Fachwerkgebäude unter einem Satteldach entstand 1750. In den 1940er Jahren wurde der Wirtschaftsgiebel verändert. | 35747557 |      |
| Wulfenauer Damm 8 52° 42′ 5″ N, 8° 2′ 28″ O            | Scheune                  | Die Fachwerkscheune wurde vor 1860 mit zwei Querdurchfahrten unter einem Satteldach errichtet. | 35747613 | BW   |
| Wulfenauer Damm 8C, 8D 52° 42′ 4″ N, 8° 2′ 27″ O       | Stall                    | In den 1950er Jahren errichtetes anderthalbgeschossiges Fachwerkgebäude. | 35747640 | BW   |
| Wulfenauer Damm 8 52° 42′ 5″ N, 8° 2′ 27″ O            | Torhaus                  | Die Torscheune wurde vor 1860 mit zwei Zwerchgiebeln unter einem Satteldach errichtet. | 35747587 | BW   |
| Wulfenauer Damm 8 52° 42′ 2″ N, 8° 2′ 28″ O            | Speicher                 | Vor 1850 errichteter eingeschossiger Fachwerkspeicher unter einem Satteldach. | 35747668 | BW   |

### Einzeldenkmale
| Lage                                      | Bezeichnung | Beschreibung | ID       | Bild |
| ----------------------------------------- | ----------- | --- | -------- | ---- |
| Lager Straße 18 52° 42′ 0″ N, 8° 3′ 32″ O | Torhaus     | 1899 errichtetes eingeschossiges Torhaus mit Zwerchgiebeln des Hofs Schwarte mit Remisen unter einem Satteldach. Die Holzbalken stammen von einem Gebäude aus dem Jahre 1830. | 35747750 | BW   |

### Ehemaliges Baudenkmal
| Lage                                      | Bezeichnung              | Beschreibung                                                                      | ID       | Bild |
| ----------------------------------------- | ------------------------ | --------------------------------------------------------------------------------- | -------- | ---- |
| Lager Straße 18 52° 42′ 0″ N, 8° 3′ 30″ O | Wohn-/Wirtschaftsgebäude | Das Gebäude brannte 1960 ab und wurde dann aus dem Denkmalverzeichnis gestrichen. | 35748095 | BW   |